# Henk Wijngaard
 (août 2016).
Henk Wijngaard est un auteur-compositeur-interprète néerlandais né le 13 juin 1946 à Stadskanaal en Groningue.
Composant des chansons aux tonalités country, il devient populaire aux Pays-Bas dans les années 1970 avec son titre Met de vlam in de pijp.

## Biographie
Henk Wijngaard est né d'un père soldat allié canadien et d'une mère réfugiée française. Il fut occupé par la musique depuis son plus jeune âge et commença à jouer de la guitare à 14 ans.
Il travailla d'abord comme chauffeur de poids-lourd, ce qui l'inspira pour son succès Met de vlam in de pijp en 1978. Il écrivit plusieurs autres chansons sur son métier.
Il eut d'autres grands succès comme ’n Sneeuwwitte bruidsjurk (1988) et He Suzie (1990).
Wijngaard a sorti son 41e album en 2009, alors âgé de 63 ans : Van de wereld. Il est revenu en 2013 avec une reprise parodique de son propre titre Met de vlam in de pijp.

## Discographie

### Chansons (positions dans les charts aux Pays-Bas)
- 1976 : B'dai dai die
- 1977 : Wagen volgeladen
- 1977 : Stoere Jongens uit het Noorden
- 1977 : Zomertijd/kunnen wij elkaar niet vergeven
- 1978 : Met de vlam in de Pijp (#6)
- 1978 : Ik Heb M'n Wagen Volgeladen (#20)
- 1978 : Nachtrijders (#25)
- 1979 : Kilometervreters (#26)
- 1979 : Asfaltrockers (#32)
- 1980 : Containersong (#11)
- 1981 : Truck als Mn woning (#22)
- 1981 : Oh Suzanne
- 1981 : Als chauffeur ben ik geboren (#36)
- 1982 : Bak roest op 18 wielen (#30)
- 1982 : Truckcarrace (#39)
- 1983 : Trucker Olè (#33)
- 1983 : Blij dat ik rij
- 1983 : Wie niet weg is
- 1983 : Nachtrijders
- 1984 : Samen in een Truck, en duo avec Irene Lardy
- 1984 : Aan elke vrouw waar ik...
- 1984 : Weg van de snelweg
- 1984 : Wat een baan
- 1986 : Gooi nog eens een blok op het vuur schat
- 1986 : Jimmy is Lazarus
- 1987 : 120 Varken naar Beiroet
- 1987 : Deze jongen gaat naar huis
- 1988 : Zo rij ik Europa rond
- 1988 : Sneeuwwittebruidsjurk (#16)
- 1989 : Zo, zoals je bent
- 1989 : Rijk als een koning
- 1989 : Radio Noord - Er zijn zoveel mooie steden
- 1990 : Die kleine deur naar 't paradijs (#35)
- 1990 : He Suzie (#8)
- 1990 : Als ik ga moet je niet om me huilen
- 1991 : Ik moet nog wat jaren mee (#12)
- 1991 : Ik ben veel liever alleen (#32)
- 1992 : Kijk uit hier ben ik (#35)
- 1992 : Rosie (#31)
- 1993 : Teken van leven
- 1993 : Beun de Beunhaas (#29)
- 1994 : De zon schijnt weer in m'n cabine (#38)
- 1994 : Ik heb jou
- 1994 : Heimwee naar jou
- 1995 : Ik ben voor de liefde
- 1995 : De vlam is gedoofd
- 1996 : Ma petite boom boom
- 1996 : Doar zakt mie de broek van af
- 1997 : Geloof, Hoop en Liefde
- 1997 : Mijn Daffy Duck
- 1998 : 18 Wielen
- 1998 : Kleine waker
- 1999 : Ik ben een oorlogskind
- 1999 : In mijn cabine
- 2001 : Geboren als een trucker
- 2002 : Sophie
- 2004 : Zolang de motor draait
- 2004 : Meisie meisie
- 2005 : Het Zwarte Asfalt
- 2006 : Was ik maar een Dichter